# Thore Holmberg
Thore Göran Holmberg, född 13 februari 1936 i Ragunda församling, Jämtlands län, död 6 mars 2006 i Östersund, var kommunalråd i Östersunds kommun 1983–1991 för Socialdemokraterna och journalist till yrket.
Holmberg tog realexamen i Hammarstrand och arbetade därefter som journalist på bland annat Tidningen Härjedalen, Dagbladet i Sundsvall, Västerbottens Folkblad samt Länstidningen i Östersund. Han var också informationschef på Jämtlands läns landsting på 1970-talet.
Uppvuxen med socialdemokratin började Holmberg som politiker 1971, först som ledamot i kommunfullmäktige i Östersunds kommun och därefter som kommunalråd mellan 1983 och 1991. Han hade också ett stort ideellt engagemang inom IOGT-NTO-rörelsen, bland annat som styrelseordförande i Stiftelsen Sällsjögården.
Han avled 2006 i sviterna av en hjärtoperation.